# Chae Sang-woo
Chae Sang-woo (* 31. März 1999) ist ein südkoreanischer Schauspieler.

## Filmografie

### Filme
- 2010: Wedding Dress (웨딩드레스)
- 2013: The Face Reader (관상 Gwansang)
- 2014: The Huntresses (조선미녀 삼총사 Joseon Minyeo Samchongsa)

### Fernsehserien
- 2008: Ttam-ui Songyoja Takdeok Choeyangeop (땀의 순교자 탁덕 최양업, PBC)
- 2008: My Sweet Seoul (달콤한 나의 도시 Dalkomhan Na-ui Dosi, SBS)
- 2008: Windy City (아내와 여자 Anae-wa Yeoja, KBS2)
- 2009: Swallow the Sun (태양을 삼켜라 Taeyang-eul Samkyeora, SBS)
- 2009: High Kick Through the Roof (지붕뚫고 하이킥 Jibungttulgo Haikik, MBC)
- 2009: Father’s House (아버지의 집 Abeoji-ui Jip, SBS)
- 2010: More Charming by the Day (볼수록 애교만점 Bolsorok Aegyomanjeom, MBC)
- 2011: Midas (마이더스, SBS)
- 2011: 49 Days (49일 49 Il, SBS)
- 2011: City Hunter (시티헌터, SBS)
- 2011: Deep Rooted Tree (뿌리 깊은 나무 Ppuri Gipeun Namu, SBS)
- 2011: Queen Insoo (인수대비 Insu-daebi, jTBC)
- 2012: The King’s Dream (대왕의 꿈 Daewang-ui Kkum, KBS)
- 2013: King of Ambition (야왕 Yawang, SBS)
- 2013: Jang Ok-jung, Living by Love (장옥정, 사랑에 살다 Jang Ok-jung, Sarang-e Salda, SBS)
- 2013: The Blade and Petal (칼과 꽃 Kal-gwa Kkot, KBS2)
- 2013: The Firstborn (맏이 Madi, jTBC)
- 2013: The Suspicious Housekeeper (수상한 가정부 Susanghan Gajeongbu, SBS)
- 2015: Unkind Ladies (착하지 않은 여자들 Chakhaji Aneun Yeoja-deul, KBS2)
- 2022: Revenge of Others (3인칭 복수 3-in-ching Bok-su, Disney+)